# Space Men
Space Men (anche nella grafia Space-Men) è un film di fantascienza del 1960 diretto da Antonio Margheriti con lo pseudonimo di Anthony Daisies.
Pellicola girata a basso costo, è stata la prima diretta da Margheriti, regista di numerosi film di genere che fu tra i pochi in Italia a cimentarsi nel filone della space opera, ed è uno dei primi film italiani di genere fantascientifico drammatico (il primo fu La morte viene dallo spazio di Paolo Heusch del 1957).

## Trama
(Space Men, didascalia iniziale)
XXI secolo: il giovane reporter Ray Peterson di "Interplanetary News" è inviato a bordo della stazione spaziale BZ-88 per scrivere un articolo sugli "spacemen", uomini addestrati alla vita nello spazio a bordo di astronavi. Malgrado i problemi con il comandante della base, George, toccherà a Peterson cercare di fermare l'astronave impazzita Alfa 2. Dopo la morte dell'equipaggio, l'astronave continua infatti ad essere guidata dal computer ed è in rotta di avvicinamento alla Terra, che rischia di distruggere a causa delle radiazioni dei suoi generatori fotonici. Peterson dovrà salire a bordo, modificarne la rotta e fuggire in tempo.

## Produzione
Primo film diretto da Antonio Margheriti (qui con lo pseudonimo di Anthony Daisies), fu una produzione dal budget assai risicato: meno di 50 milioni di lire. Il film dovette essere realizzata in soli venti giorni, compresi gli effetti speciali.

### Cast
La pellicola è interpretata dal divo americano Rik Van Nutter, noto anche come attore di fotoromanzi e di spot pubblicitari e, al tempo, famoso per essere il compagno (e futuro marito) di Anita Ekberg. Nella pellicola l'attore è affiancato da Gabriella Farinon.
Il mercato era all'epoca dominato dai film statunitensi e pertanto anche questa produzione italiana dovette spacciarsi per film d'importazione: il regista e tutto il cast si presenta nei titoli con pseudonimi anglosassoni.

## Distribuzione
Il film uscì nelle sale italiane il 25 agosto 1960.
La pellicola (con il titolo internazionale di Assignment Outer Space) fu distribuita nelle sale negli Stati Uniti nel 1961 dalla American International Pictures (AIP) come parte di un biglietto triplo assieme al film della Germania Est Sojoux 111 terrore su Venere (1960) e al film giapponese I misteriani (1957). La pellicola è entrata nel pubblico dominio negli Stati Uniti.
In Francia fu distribuito col titolo Le Vainqueur de l'espace.

## Accoglienza e critica
Malgrado l'evidente povertà di mezzi della produzione, il buon successo commerciale del film, lanciato in grande stile anche nel mercato statunitense, diede la possibilità a Margheriti di girare immediatamente altri film dello stesso filone.
Margheriti ambienta la storia interamente nello spazio (tranne l'iniziale scena della partenza da Terra di un'astronave) e, per le sequenze degli astronauti nel vuoto, preferisce girare in bianco e nero (poi virato di tonalità azzurro-verde) non sapendo - come lui stesso ha spiegato - se nello spazio esistono i colori.»
(Fantafilm)